# Saint-Rémy-de-Sillé
Saint-Rémy-de-Sillé é uma comuna francesa na região administrativa do País do Loire, no departamento de Sarthe. Estende-se por uma área de 11.25 km². Em 2010 a comuna tinha 839 habitantes (densidade: 74,6 hab./km²).